# Sint-Antonius Abtkerk (Esino Lario)
De Sint-Antonius Abtkerk (Italiaans: Chiesa di Sant'Antonio abate of Chiesa di Sant'Antonio in Cresso) is een kerkgebouw in Esino Lario in de Italiaanse provincie Lecco (regio Lombardije). De kerk bevindt zich in de parochie van San Vittore Martire en ligt in Esino Superiore, het hoger gelegen deel van Esino Lario. Voor de kerk ligt er een klein pleintje met de naam Piazza S. Antonio.
Het gebouw is gewijd aan Antonius-Abt.

## Geschiedenis
In de 16e eeuw werd de kerk gebouwd en in 1561 ingewijd.
Een eeuw later werd het kerkgebouw gerenoveerd en opnieuw geopend in 1662.
In de tweede helft van de 17e eeuw werd de kerk uitgebreid met twee zijkapellen.

## Opbouw
Het gebouw is een zaalkerk die eindigt in een semipoligonale apsis. Aan de noord- en zuidkant bevindt zich een zijkapel. De zuidelijke is gewijd aan Sint-Antonius-Abt en de noordelijke aan Sint-Josef.

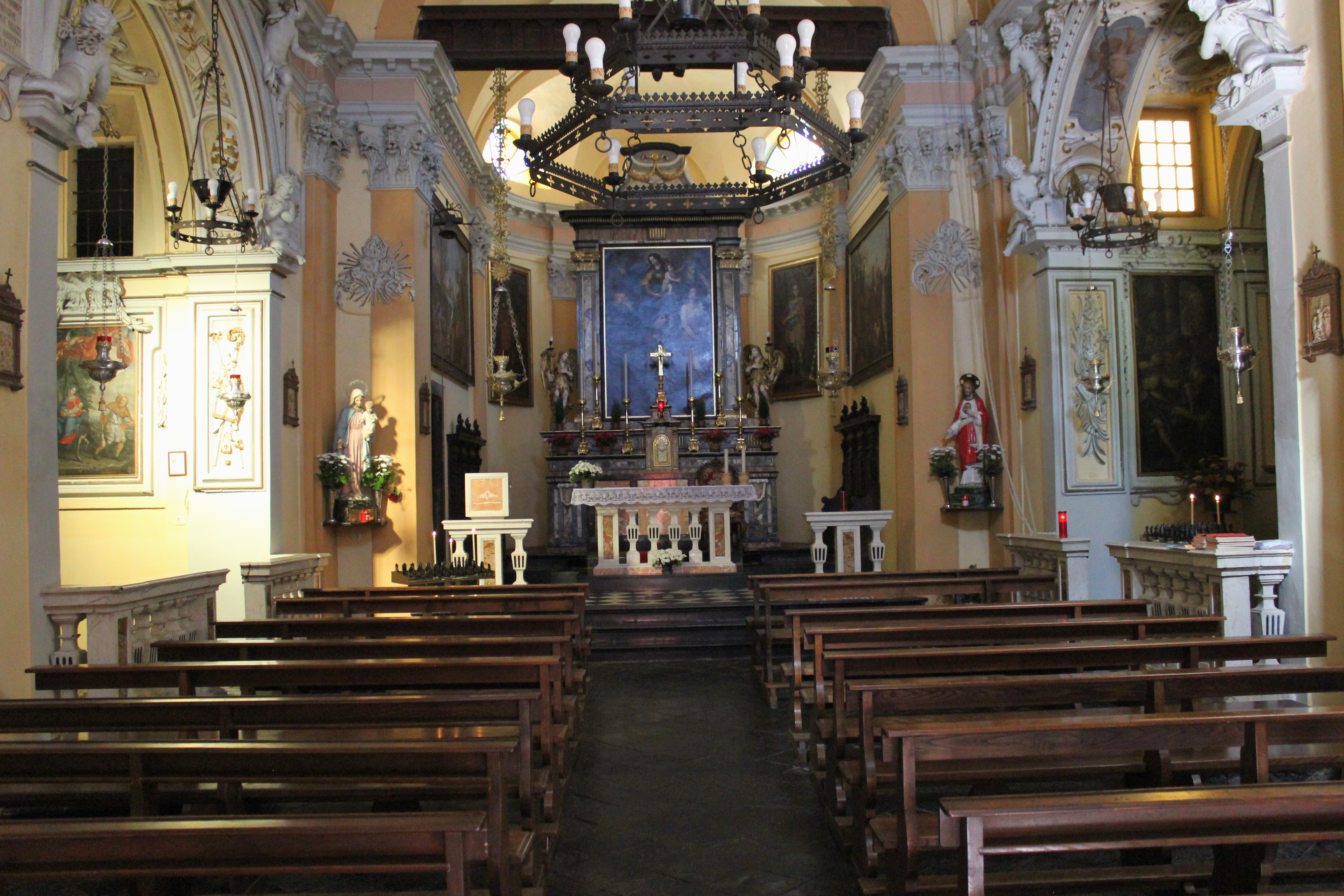
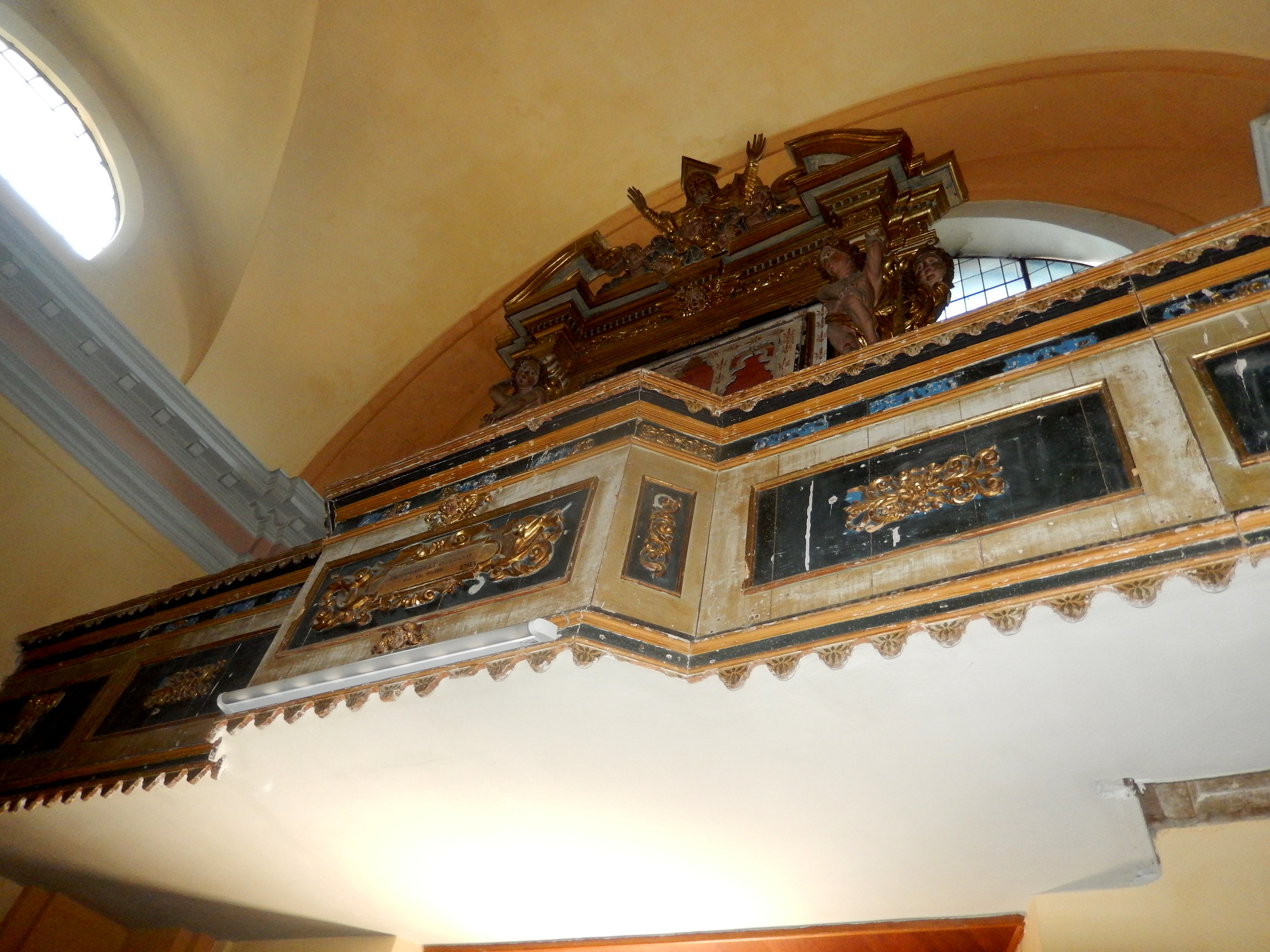
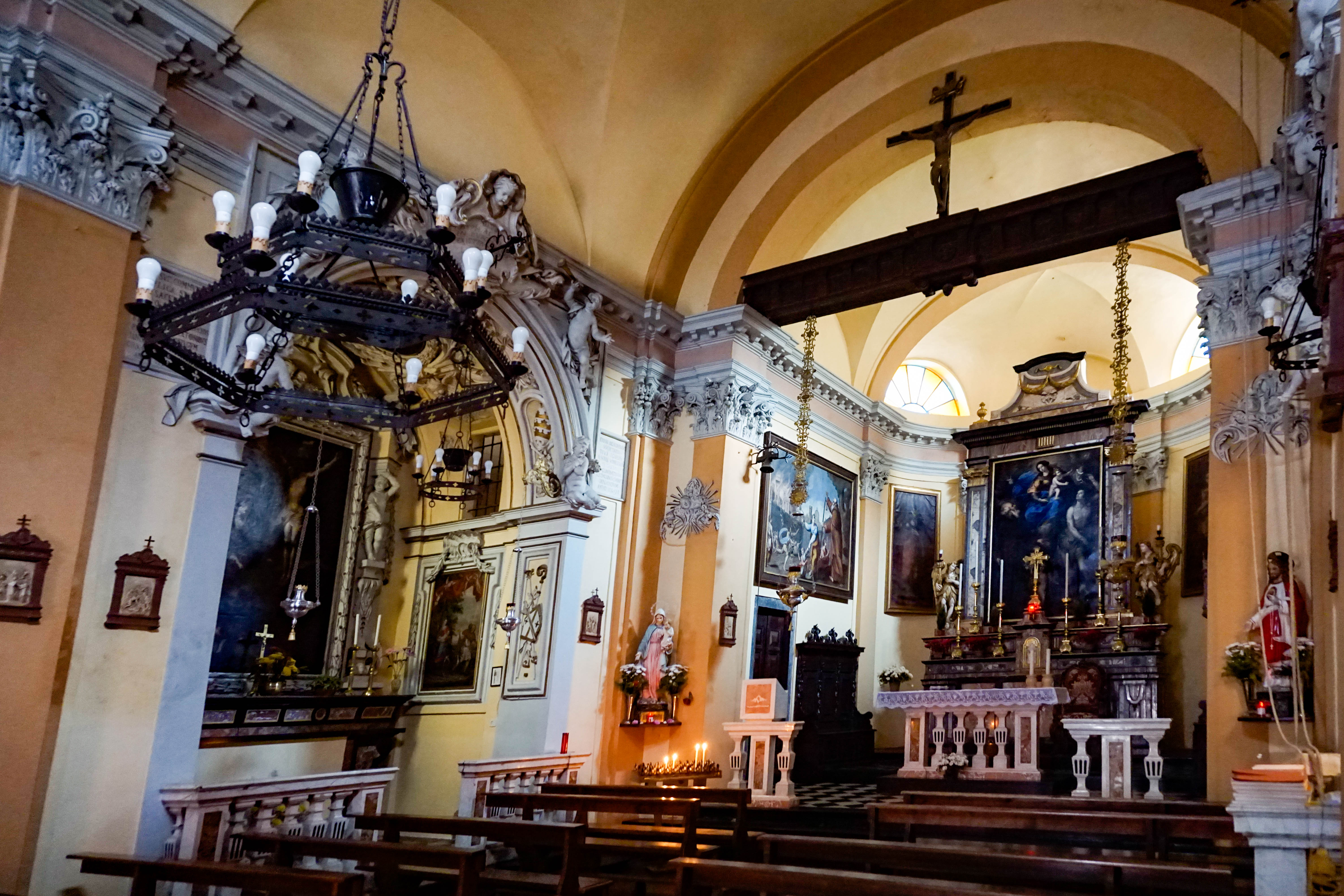
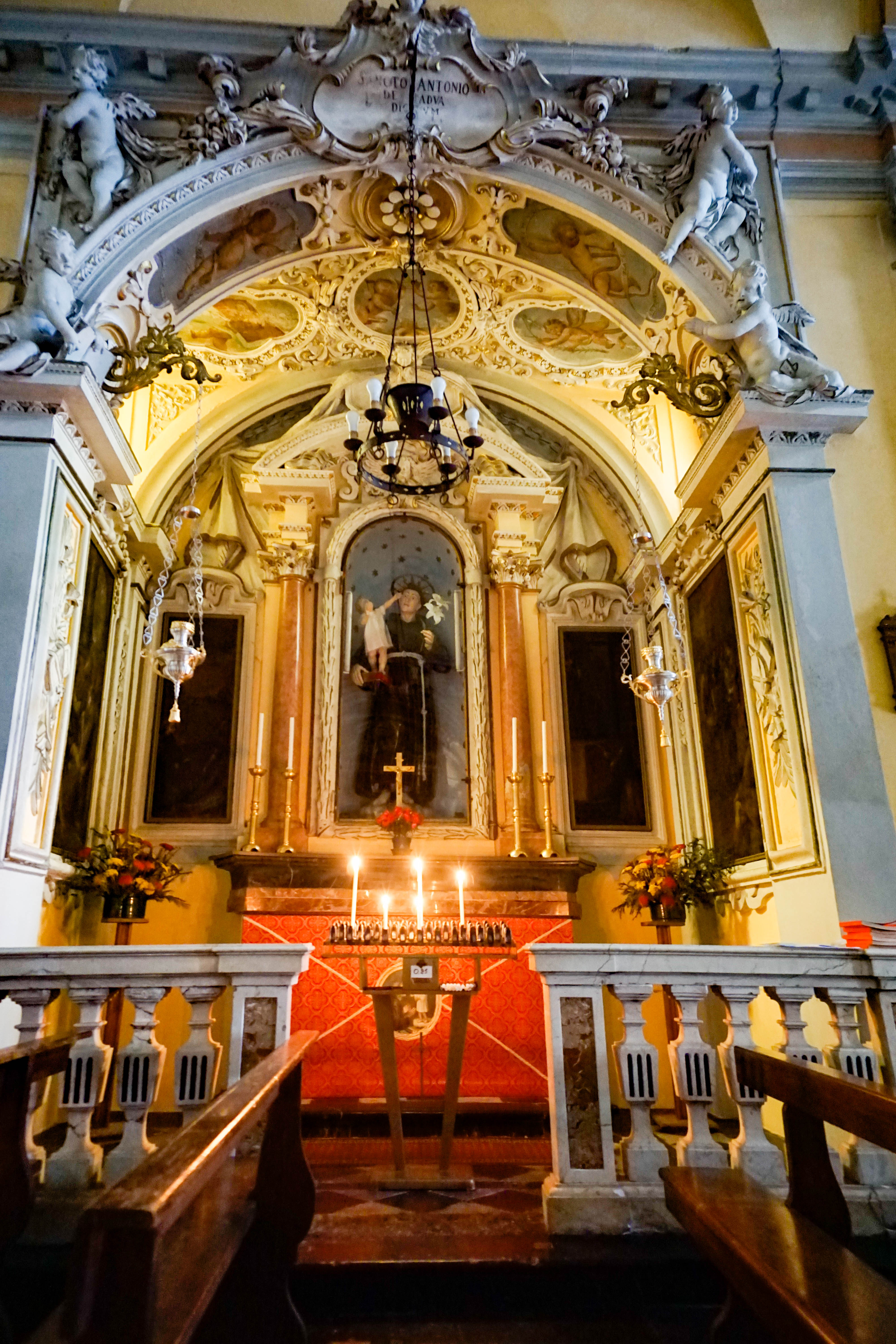
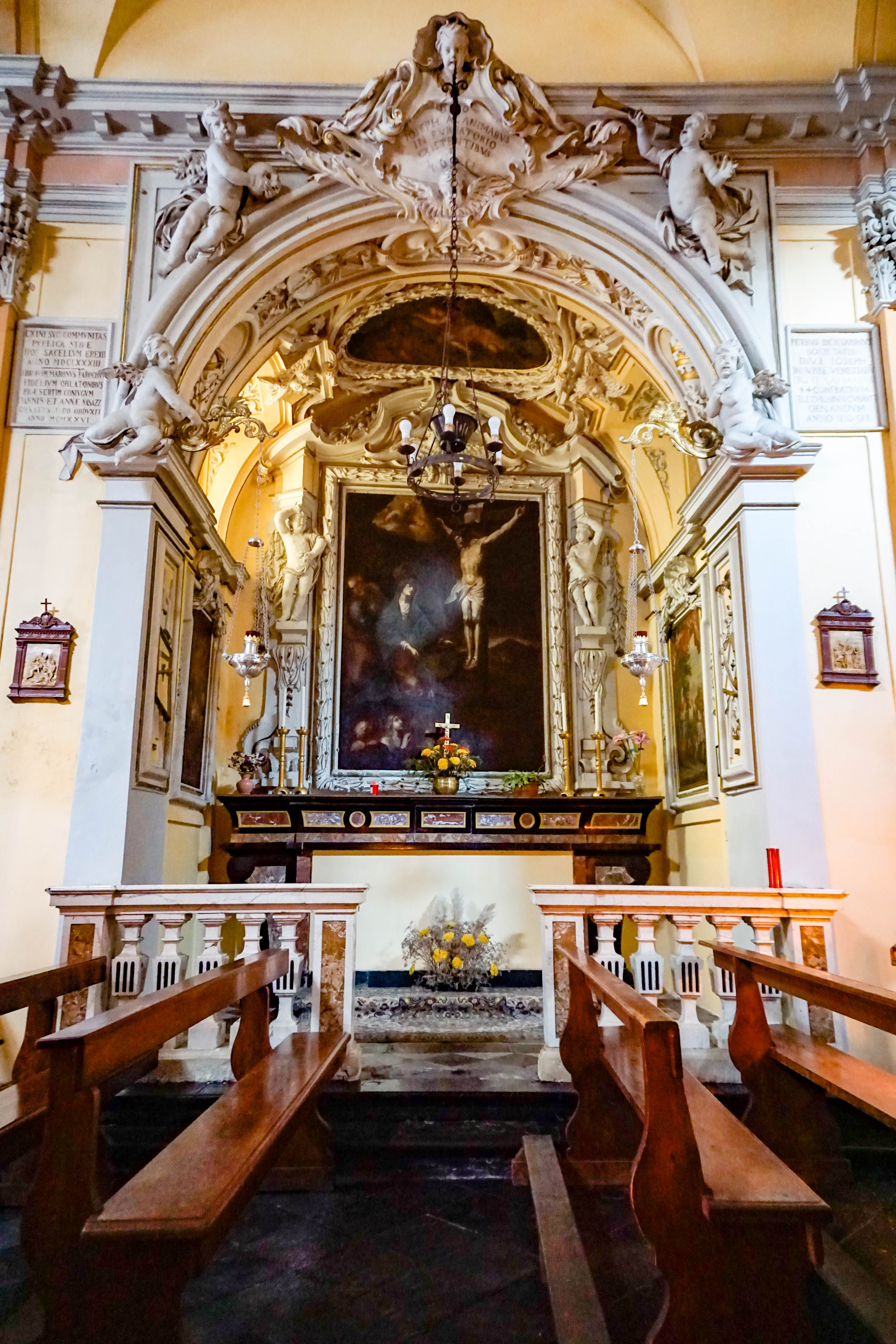